# Queen of the Highway
"Queen of the Highway" is een nummer van de Amerikaanse band The Doors. Het nummer werd uitgebracht op hun album Morrison Hotel uit 1970, volledig geschreven door zanger en songwriter Jim Morrison met een focus op bluesrock en psychedelische rock-toetsen, geproduceerd door Paul A. Rothchild onder het gemeenschappelijke label van de band, Elektra Records. Het nummer stond op hun vijfde studioalbum, Morrison Hotel, als het derde nummer aan de B-kant van de LP.
De track werd toegevoegd aan de compilatie van The Best Of The Doors, maar alleen in de dubbele schijfeditie.   

## Opname
Het nummer, oorspronkelijk geschreven door Morrison, werd gerepeteerd voor zijn vierde album, The Soft Parade, in een meer op jazz gericht arrangement, dat zelfs werd toegevoegd aan de cd-heruitgave van het Morrison Hotel-album. 
Het thema werd opgenomen in de sessies van dit album, met een sneller ritme en een meer psychedelische stijl. 